# Kerikej
Kerikej (☤) (lat. caduceus, grško κηρύκειον) ali Hermesova palica je kratka prerokova palica, prepletena z dvema kačama v obliki dvojne vijačnice,  včasih okrašena s krili. V pozni antiki je bil kerikej verjetno podlaga za astrološki znak, ki je predstavljal planet Merkur. V rimski ikonografiji je bil pogosto prikazan, kako ga grški bog Hermes (rimski bog Merkur), glasnik bogov, vodnik mrtvih in zaščitnik trgovcev, kockarjev, lažnivcev in tatov drži v levi roki.
Kerikej se pogosto uporablja kot simbol medicine, posebej v Severni Ameriki, to pa zaradi zamenjave s tradicionalnim simbolom  Asklepijevo palico, ki ima samo eno kačo in nima kril.

## Izvor
Leta 1910 je dr. William Hayes Ward odkril, da so se simboli, podobni klasičnemu kerikeju, neredko pojavljali na mezopotamskih cilindričnih pečatnikih. Čas nastanka naj bi bil med 3000 in 4000 pr. n. št. Menil je, da bi ta znak lahko bil predhodnik grškega kerikeja . A. L. Frothingham je poenotil raziskave dr. Warda v svojem delu, objavljenem leta 1916, v katerem meni, da je bil prototip Hermesa "vzhodnjaško božanstvo babilonske izločitve" predstavljen v najzgodnejši obliki kot kačji bog. S tega vidika je kerikej izvirno predstavljal samega Hermesa v njegovi zgodnji obliki kot boga Ningišida, "glasnika Matere Zemlje".  Nedavne raziskave klasičnih znanstvenikov ne omenjajo babilonskega izvora niti Hermesa niti kerikeja. 
V egiptovski ikonografiji je džed steber, upodobljen z vklesano kačo v frizu iz tempeljskega kompleksa Dendera.
Med Grki je kerikej izvirno predstavljal glasnikovo palico. Latinska beseda caduceus (verjetno caduceum) je priredba grške kerykeion, kar označuje "glasnikovo palico", izhaja pa iz kerux – "glasnik" ali "javni oglaševalec", kar je povezano s kerusso, kar pomeni "objaviti" (pogosta glasnikova dolžnost) . Pretpostavlja se, da se je glasnikova palica razvila iz pastirske kljuke v obliki razdeljene oljčne veje z dvema volnenima povojema, belo vrvico in končno z dvema prepletenima kačama. Ni pa razlage o tem, za kaj so jo uporabljali pastirji, za kaj se je uporabljala kljuka.
Neki grški mit o izvoru kerikeja je del zgodbe o Tejreziu (v grški mitologiji slepi Apolonov prerok iz Teb), ki je našel dve kači med  parjenjem in ubil samico s svojo palico. Spremenil se je v žensko. Po sedmih letih je ponovil svoje dejanje, ubil kačjega samca in spet postal moški. Ta palica je s svojo močjo spreminjanja pozneje postala last boga Hermesa. Drugi mit govori o tem, da je Hermes igral liro, izdelano iz želvjega oklepa, namenjena je bila Apolonu, ki ga je za nagrado postavil za poslanca med bogovi s kerikejem, ki je postal njegov simbol. Še ena zgodba govori, kako je Hermes (točneje rimski Merkur) ugledal dve kači, prepleteni v smrtonosnem boju. S svojo palico ju je razdvojil in pomiril, posledica  je bila palica z dvema kačama, ki je bila znak miru. 
V Rimu Livij omenja kaduceatorja (lat. caduceator), ki je vodil mirovne pogovore pod diplomatsko zaščito kerikeja (kaduceja), ki ga je nosil s seboj.

## Različice
Na nekaterih poslikanih antičnih grških vazah se grški kerikej nekoliko razlikuje od tistega, kar običajno lahko vidimo danes. Dve kači nad palico, ki sta prekrižani, sestavljata krog, glavi pa sta podobni rogovom. Ta stara grafična oblika z dodatno prekrižano prečko je verjetno osnova za grafični znak Merkurja, ki se je zelo uporabljal v astronomskih, astroloških in alkimijskih delih.  Druga poenostavljena različica kerikeja je v slovarjih, v katerih je "komercialni izraz", ki v celoti ohranja povezavo Hermesa s trgovino. V tej obliki je palica poslikana z dvema kriloma, kač ni (ali pa sta zmanjšani v obliki majhnega kroga v sredini). 

## Zamenjava z Asklepijevo palico
Kerikej se včasih uporablja kot simbol medicine ali zdravnika (namesto Asklepijeve palice), čeprav ta simbol ni povezan s Hipokratom in je kakršna koli povezava z zdravstvom privlečena za lase.  Njegove posamezne neprimerne povezave s krajo, trgovino, prevaro in smrtjo so navdih za akademski humor: 
 Kot bog cest in tržnic je bil Hermes predvsem zaščitnik trgovine in debele denarnice: posledično je bil zaščitnik potujočih trgovcev. Kot glasnik bogov ni prinašal samo miru na Zemljo (včasih tudi mir smrti), ampak je njegova pretirana zgovornost lahko slabe stvari prikazala bolje. Ali ne bi bil s tega vidika njegov simbol primeren za nekatere kongresnike, vse kvakače, prodajalce knjig in dobavitelje vakuumskih aparatov za čiščenje, prej kot za terapevta, ki naravnost pove svoje misli? Kot spremljevalec umrlih do njihovega podzemnega bivališča bi njegov emblem bolje pristajal na mrtvaški kakor zdravniški avtomobil. .

Ne glede na vse so bili številni poskusi dokazovanja, kako je kerikej primeren simbol medicine in/ali njenega osebja. Zagovorniki so menili, da je znak primeren za vojno medicinsko osebje zaradi povezave z nevtralnostjo. Nekateri so poudarjali domnevni izvor kerikeja v babilonski mitologiji, še posebej povezanost z boginjo Ištar kot "buditeljico življenja in vegetacije spomladi" kot potrditev njene povezave z zdravljenjem, medicino, plodnostjo in močjo.
Raziskovanje ameriških zdravstvenih organizacij iz leta 1992 je pokazalo, da 62 odstotkov strokovnih združenj uporablja Asklepijevo palico, medtem ko 72 odstotkov komercialnih organizacij uporablja kerikej. 
Prva znana uporaba kerikeja v zdravstvu je bila tiskarska vinjeta, ki jo je uporabil švicarski medicinski tiskar Johann Frobenius (1460–1527). Uporabil je palico s prepletenima kačama, namesto kril na vrhu je bila golobica z biblijskim epigrafom "bodite modri kot kače in nedolžni kot golobica".  Kot simbol je kerikej uporabljal tudi Sir William Butts, zdravnik Henrika VIII.  Srebrni kerikej je predstavil John Caius na Caiusovem kolidžu v Cambridgeu. Nosili so ga pred njim na blazini ob uradnih obiskih. Še danes ga imajo na kolidžu. 
Zmeda zaradi domnevno medicinskega pomena kerikeja je bila posledica dogodkov v ZDA v 19. stoletju.  Ta simbol se je pojavil na vojaških bolnišnicah leta 1856. Leta 1902 je bil dodan na uniforme vojnih medicinskih častnikov. To idejo je vpeljal kapetan Reynolds , ki je po več zavrnitvah glavnega kirurga prepričal novega načelnika brigadnega generala Williama H. Forwooda, da sprejme njegov predlog. Protislovje je opazil nekoliko let pozneje knjižničar glavnega kirurga, a simbol je ostal nespremenjen. Leta 1901 je bil francoski mesečnik vojne medicine naslovljen La Caducée. Kerikej je uradno sprejel medicinski oddelek vojske ZDA leta 1902.  Po prvi svetovni vojni je kerikej postal emblem vojnega medicinskega oddelka in mornariškega bolniškega korpusa. Čeprav je Ameriško združenje zdravnikov nekaj časa uporabljalo ta simbol, je bil leta 1912 po širši razpravi kerikej opuščen in namesto njega izbrana Asklepijeva palica.
Nadaljnja zmeda je bila povzročena z uporabo kerikeja kot tiskarske oznake (ker je bil Hermes bog zgovornosti in glasnik). Pojavlja se v mnogih medicinskih knjigah kot tiskarska oznaka, čeprav je bil pozneje napačno zamenjan za simbol medicine. 